# Le ferie di Licu
(Lo slogan promozionale del film)
Le ferie di Licu è un film del 2006 diretto da Vittorio Moroni. Il film, girato in digitale, è il risultato di circa 125 ore di riprese e di due anni di lavoro.

## Trama
Licu, un giovane operaio bengalese che vive da molti anni a Roma e che si è ormai integrato perfettamente alla vita italiana, decide di fare ritorno in patria per sposarsi, secondo la tradizione del suo paese e il volere della sua famiglia, che nel frattempo si stava adoperando per trovargli moglie. Ottenuto soltanto un mese di ferie (non pagato) contro i due che aveva chiesto, Licu, una volta giunto a casa, da cui mancava da diversi anni, deve cercare la donna da sposare e di conseguenza organizzare il suo matrimonio, il tutto in meno di tre settimane. Trovata la futura sposa dopo molta indecisione, Licu convola a nozze con Fancy, una giovane ragazza sua compaesana. Con le ferie ormai agli sgoccioli, Licu torna in Italia, accompagnato da Fancy, pronto a ricominciare il lavoro e ad iniziare la sua nuova vita coniugale.

## Critica
- I meriti di Moroni sono la leggerezza del tocco nella scelta dei dettagli e l'astensione da una posizione ideologica. Commento del dizionario Morandini che assegna al film tre stelle su cinque di giudizio.[1]
- È un valido strumento per permettere di analizzare e capire (forse) meglio il fenomeno dell'immigrazione e le problematiche che vi sono sottese. Commento del dizionario Farinotti che assegna al film due stelle su cinque di giudizio[2]

## Riconoscimenti[3]
- Premi:
  - 2007 - Bobbio Film Festival: Premio "Provincia di Piacenza" Miglior Regia
- Nomination & Apparizioni: 
  - 2007 - Alba Film Festival (Infinity Film Festival): Selezione Ufficiale Fuori Concorso
  - 2007 - Clorofilla Film Festival: Docu-Doc: Documenti di un'Italia che Cambia
  - 2007 - DOC Under 30: Panorama
  - 2007 - Est Film Festival: In Concorso
  - 2007 - Festival di Torella dei Lombardi: Dieci Film in Cerca di Pubblico
  - 2007 - Laura Film Festival: Panorama
  - 2007 - Maremetraggio: Panorama
  - 2007 - Molise Cinema: Panorama
  - 2007 - Premio Libero Bizzarri - Italia DOC: Cinema della Realtà
  - 2007 - Roseto Opera Prima: Evento Speciale